# Шипка (гора)
Ши́пка (болг. Шипка) — вершина высотой 1523 м в Балканских горах на территории Болгарии. Самая высокая точка Шипкинского перевала. Перевал является одним из главных путей сообщения между северной и южной Болгарией.
В 1877 году здесь проходили одни из самых важных сражений в русско-турецкой войне 1877—1878 годов. Погибли тысячи русских солдат, офицеров и болгарских ополченцев.
Первоначальное имя вершины Свети Николай. В 1954 году по решению болгарской коммунистической партии она была переименована в Столетов (пик Столетова), в честь генерала Столетова — руководителя обороны Шипки. Но первое имя генерала тоже Николай, и народ продолжал называть вершину по-старому. В 1977 году имя снова было изменено, в этот раз на Шипка, несмотря на то, что возвышение с таким названием уже есть.
Ныне вершина и её окрестности — национальный парк-музей. На самой вершине возвышается Памятник свободы. Воздвигнут в 1934 году на добровольные пожертвования болгарского народа. Внутри башни памятника находится музей посвященный обороне перевала.
У подножия горы расположен одноимённый город. Дорога к Шипкинскому перевалу — горный серпантин, очень живописное место.